# John Kasich

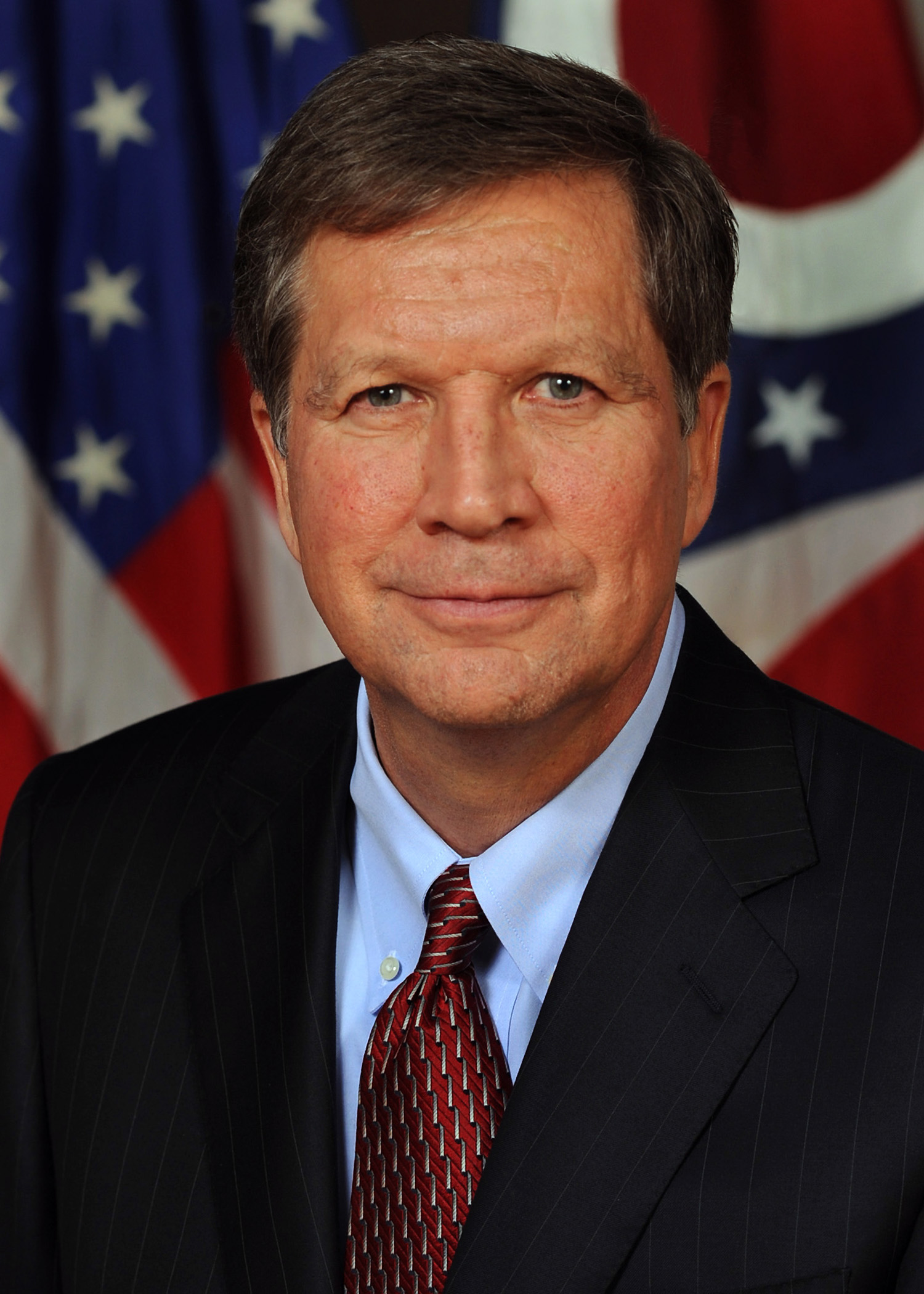
John Kasich, 2011

John Richard Kasich (* 13. Mai 1952 in McKees Rocks, Allegheny County, Pennsylvania) ist ein US-amerikanischer Fernseh-Kommentator und ehemaliger Politiker der Republikanischen Partei. Er war von 2011 bis 2019 Gouverneur des Bundesstaates Ohio. Von 1983 bis 2001 war er Mitglied des Repräsentantenhauses der Vereinigten Staaten, wo er Schlüsselpositionen in wichtigen Ausschüssen innehatte. Zwischen seiner Zeit als Abgeordneter und Gouverneur war Kasich mehrere Jahre in der Privatwirtschaft tätig. Im Juli 2015 kündigte er seine Kandidatur für die Präsidentschaftswahl 2016 an. Angesichts der Vorwahlergebnisse gab er am 4. Mai 2016 seine Kandidatur auf. Kasich gilt als gemäßigter Vertreter seiner Partei, der eine pragmatische Politik verfolgt.

## Leben

### Werdegang
Kasich hat tschechische und kroatische Vorfahren. Er wuchs in bescheidenen Verhältnissen als Sohn eines Postboten in einem demokratisch geprägten Wohnviertel auf. 1970 begann er an der Ohio State University Politikwissenschaften zu studieren. 1974 erhielt er seinen Bachelor.

### Politische Laufbahn

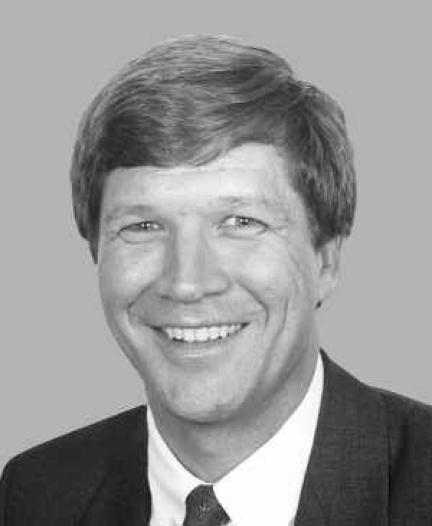
Kasich als Kongressabgeordneter in den späten 1990er-Jahren

Erste Erfahrungen in der Politik sammelte Kasich als Assistent und Wahlkampfhelfer des Staatssenators und späteren Kongressabgeordneten Buz Lukens. 1978 wurde Kasich (damals 26 Jahre alt) in den Senat von Ohio gewählt und war dort von 1979 bis 1982 Senator. 1982 kandidierte Kasich mit Erfolg für einen Sitz im Repräsentantenhaus der Vereinigten Staaten und trat sein neues Amt im Januar 1983 an. 1996, in einer frühen Phase des damaligen Präsidentschaftswahlkampfs, galt Kasich als ein möglicher US-Vizepräsidentschaftskandidat von Bob Dole. Dole entschied sich für den erfahreneren und bekannteren Jack Kemp. Kasich war insgesamt 18 Jahre Mitglied des Kongresses. Von 1995 bis 2001 war er Vorsitzender des Haushaltsausschusses. Er schied im Januar 2001 freiwillig aus dem Parlament aus.

### Zweite Karriere
Im Jahr 2001 wurde Kasich CEO der Zweigstelle von Lehman Brothers in Columbus. Kurz vor dem Zusammenbruch der Bank, im Jahr 2008, erhielt er Boni in Höhe von 587.000 US-Dollar.
2001 moderierte er auf FOX die Politik-Talkshow Heartland; nach wenigen Episoden gab er die Moderation auf. Von 2005 bis 2008 war er Politikberater in der Sendung The O'Reilly Factor von und mit Bill O’Reilly und stand 2010 in Huckabee dem Moderator und ehemaligen Politiker Mike Huckabee Rede und Antwort.
Zwischen 1998 und 2010 wurden drei von Kasich geschriebene Bücher veröffentlicht. Sein erstes Sachbuch Courage is Contagious wurde ein Bestseller.

### Gouverneur von Ohio
Bereits 2006 hatte die Republikanische Partei beabsichtigt, Kasich für die Kandidatur als Gouverneur von Ohio zu gewinnen; Kasich hatte dies damals abgelehnt. 2009 gab er seine Kandidatur offiziell bekannt. Anfang November 2010 gewann Kasich die Wahl knapp gegen den demokratischen Amtsinhaber Ted Strickland. Daraufhin löste er Strickland am 10. Januar 2011 als Gouverneur ab; seine Vizegouverneurin ist Mary Taylor. Während seiner Amtszeit von 2011 bis 2014 wurden in Ohio 12 Todesurteile vollstreckt (21 % der 53 Exekutionen im Bundesstaat Ohio seit 1976), darunter auch die von Dennis McGuire mit bis dahin unerprobter Giftmischung. Im Oktober 2015 verschob John Kasich die Termine für zwölf Hinrichtungen per Erlass auf unbestimmte Zeit. Seit Juni 2017 richtet Ohio wieder Häftlinge hin (2017 zwei Häftlinge, 2018 einen Häftling). Im Jahr 2014 wurde Kasich in seinem Amt als Gouverneur bestätigt. Sein Nachfolger Mike DeWine setzte die Vollstreckung der Todesstrafe temporär aus. Es wurden mehrere Häftlinge 2019 begnadigt.

### Präsidentschaftskandidatur 2016

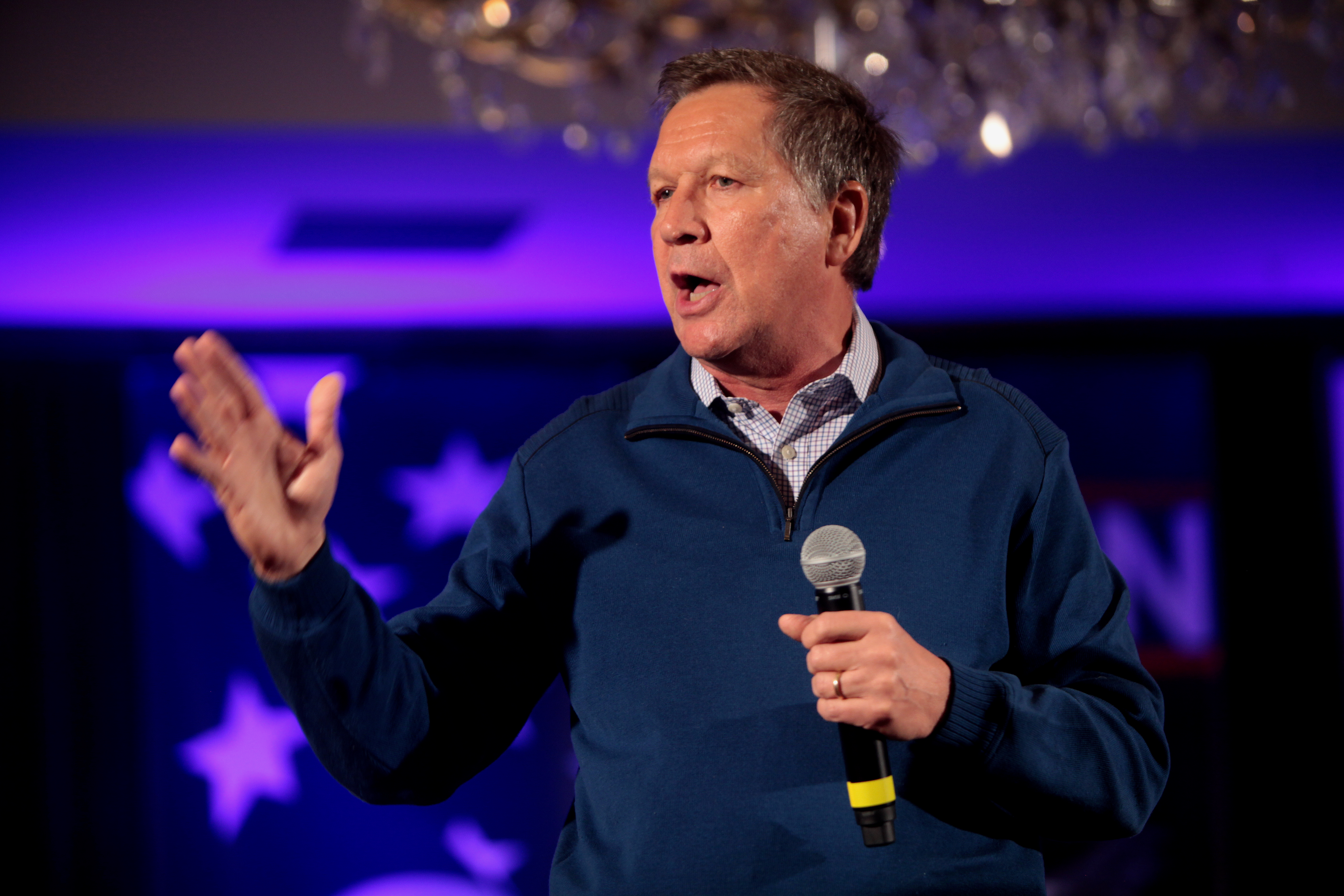
Kasich bei einem Wahlkampfauftritt in New Hampshire im Januar 2016

Im Juli 2015 kündigte Kasich an, sich um die Aufstellung als Kandidat der Republikanischen Partei bei der Präsidentschaftswahl in den Vereinigten Staaten 2016 zu bewerben. Im Wahlkampf wirbt Kasich vor allem mit seiner Expertise als ehemaliger Kongressabgeordneter und Gouverneur von Ohio. Im Wahlkampf fiel Kasich, der innerhalb der Republikanischen Partei als Pragmatiker gilt, vor allem durch seine harsche Kritik an seinem Mitbewerber Donald Trump auf. Kasich bezeichnete vor allem Trumps Pläne zur Ausweisung von illegalen Einwanderern als nicht praktikabel und „nicht erwachsen“ (im Original: „not an adult argument“).
Am 30. Januar 2016 erhielt Kasich ein Endorsement der The New York Times für die republikanische Spitzenkandidatur. Die Redaktion begründete ihre Haltung damit, dass Kasich als pragmatischer Politiker der einzig wirklich kompromissfähige Bewerber unter den Republikanern sei. Dies habe er sowohl durch seine Erfahrung im Kongress als auch als Gouverneur Ohios unter Beweis gestellt. Auch die Tageszeitungen The Arizona Republic, The Boston Globe und The Dallas Morning News unterstützen die Bewerbung Kasichs. Unterdessen gelang es Kasich im zweiten Vorwahlbundesstaat New Hampshire mit 16 % den zweiten Platz nach Donald Trump (35 %) einzunehmen. Er ließ damit andere Bewerber des sogenannten „Partei-Establishments“ recht klar hinter sich. Der Gouverneur Ohios konzentrierte seinen Wahlkampf bereits früh sehr intensiv auf New Hampshire, wo die republikanische Parteibasis im Gegensatz zum ersten Vorwahlstaat Iowa als eher moderat gilt. Dort blieb Kasich mit rund zwei Prozent deutlich zurück. In den Medien wurde Kasichs Abschneiden in New Hampshire als Überraschungserfolg gewertet, der seiner Kampagne neuen Schwung geben könnte. Danach erhielt er in den meisten Staaten allenfalls Achtungserfolge und konnte sich letztlich nur in seinem Heimatstaat Ohio klar durchsetzen. Während seiner Wahlkampagne wurde er zudem aktiv von Arnold Schwarzenegger unterstützt.
Nach dem Ausstieg Ted Cruz’ am 3. Mai war Kasich der einzige verbliebene Gegenkandidat Donald Trumps in den Vorwahlen, bis er am Tag darauf selbst die Kandidatur zurückzog. Eine Kandidatur für das Amt des Vizepräsidenten an der Seite Trumps lehnte Kasich anschließend ab. Während des Hauptwahlkampfes blieb er ein Kritiker von Trump und gab keine Wahlempfehlung für diesen ab. Einige Parteikollegen kritisierten ihn für diese Haltung. Zudem sagte Kasich seine Teilnahme am Nominierungsparteitag in Cleveland ab. Da dieser in seinem eigenen Bundesstaat stattfand, wirkte das Fernbleiben des Gouverneurs als Affront gegen Trump.

### Verhältnis zu Trump
Nachdem US-Präsident Trump im Mai 2017 dem russischen Außenminister Lawrow bei Lawrows Besuch in Washington offenbar Geheimdienstinformationen über den IS offengelegt hatte, kritisierte Kasich Trump scharf („ultimate breach of behavior“).
Am 18. Oktober 2019 befürwortete Kasich die Einleitung eines Impeachment-Verfahrens gegen Trump, für das er zuvor zu wenige Nachweise gesehen hatte. Nach seinem Ausscheiden aus der Politik wechselte Kasich als Kommentator zu CNN.
Am 17. August 2020 rief Kasich (neben weiteren Republikanern) beim Nominierungsparteitag der Demokratischen Partei 2020 dazu auf, für den designierten demokratischen Präsidentschaftskandidaten Joe Biden statt für den Präsidenten und Kandidaten der Republikaner, Trump, zu stimmen.

## Privatleben
John Kasich war von 1975 bis 1980 mit Mary Lee Griffith verheiratet. Er ist seit 1997 in zweiter Ehe mit Karen Waldbillig verheiratet; sie sind Eltern von eineiigen Zwillingstöchtern.